# Vézières
Vézières là một xã thuộc tỉnh Vienne trong vùng Nouvelle-Aquitaine miền tây nước Pháp.

## Dân số
| Năm    | 1962 | 1968 | 1975 | 1982 | 1990 | 1999 | 2006 |
| ------ | ---- | ---- | ---- | ---- | ---- | ---- | ---- |
| Dân số | 502  | 535  | 453  | 390  | 370  | 358  | 364  |